# Sphecomyia dyari
Sphecomyia dyari är en tvåvingeart som beskrevs av Shannon 1925. Sphecomyia dyari ingår i släktet tajgablomflugor, och familjen blomflugor. Inga underarter finns listade i Catalogue of Life.